# Somerset (Pennsylvanie)
Pour les articles homonymes, voir Somerset (homonymie).
La ville de Somerset est le siège du comté de Somerset, situé en Pennsylvanie, aux États-Unis.